# Instituto Español
Instituto Español es una empresa española que tiene su sede en Hinojos, en la provincia de Huelva. La compañía, que fue fundada en 1903, se dedica a la fabricación de productos de perfumería, cosmética e higiene personal. Su actual presidente es Norberto Granados Arévalo.

## Situación económica
Cuenta con una plantilla fija de 150 personas, que alcanza casi las 200 durante los picos de producción. En 2019 tuvo un volumen de facturación de 40 millones de euros, de los cuales 10 procedieron de las exportaciones. La empresa empezó a exportar, aproximadamente, en 1985 a los Países Bajos pero progresivamente fueron aumentando sus mercados y actualmente exportan a 55 países.